# Overdosis (boek)
Overdosis (oorspronkelijke Engelse titel: Blindsight) is een boek geschreven door de Amerikaanse schrijver Robin Cook.

## Verhaal
Wanneer pathologe Laurie Montgomery binnen korte tijd jonge mensen op haar autopsietafel krijgt die gestorven zijn aan een overdosis cocaïne vermoedt ze onraad. Hierop gaat ze op onderzoek uit en zet daarbij haar carrière maar ook haar leven op het spel.